# Історично-філософічна секція НТШ
Історично-філософічна секція Наукового товариства імені Шевченка — н.-д. установа, ств. 1893 для розвитку н.-д. роботи з філософії рус. (укр.) і слов'ян.; з історії України-Руси; для збирання й зберігання пам'яток старовини, матеріалів і документів минулого. Очолювали секцію дир., його заст. та секретар, дійсні чл. Наукового товариства імені Шевченка. З 1894 дир. секції був М.Грушевський. До складу секції входили археогр. (очолював М.Грушевський), археол. та стат. комісії, очолювані також дійсними чл. НТШ. Значна увага надавалася оприлюдненню та поширенню праць членів секції шляхом здійснення видавничої діяльності т-ва, секції, комісій. З 1894 під ред. Ол. Барвінського виходила «Руська історична бібліотека» (т. 17–24), де в перекладі на укр. мову було опубліковано монографії В.Антоновича, О.Єфименко, М.Костомарова та ін. Видавалися «Записки Наукового товариства імені Шевченка» (т. 5–118, 121; 1895—1914), які спочатку були друкованим органом усіх секцій, а з 1897 — істор.-філософічної та філол. (1924 «ЗНТШ» поділилися на 2 вид.: «Праці історично-філософічної секції» (ред. І.Крип'якевич) і «Праці філологічної секції» (ред. К.Студинський); «Хроніка Наукового товариства імені Шевченка» (вип. 1–59; 1900–14). Друкувалися «Збірник історично-філософічної секції НТШ» (т. 1–14, 1898—1913, всього 17), в якому вміщено 7 т. і
1-шу ч. 8-го т. «Історії України-Руси» М.Грушевського, серія «Студії з поля суспільних наук і статистики» (т. 1–3, 1909–12). Археогр. комісія видавала «Жерела до історії України-Руси» (т. 1–2, 4–8, 12, 16, 22, 1895—1913); «Українсько-руський архів» (т. 1–10, 1906–14), де друкувалися матеріали з історії селянства, сусп.-політ. та госп. відносин, культ. життя Галичини (розвідки М.Грушевського, І.Франка, С.Томашівського, В.Щурата, І.Брика, К.Студинського та ін.). Над підготовкою цих видань працювали М.Грушевський, С.Томашівський, І.Джиджора, Ол. Барвінський, М.Кордуба, В.Герасимчук, І.Крип'якевич та ін.
Після 1914, з початком Першої світової війни, діяльність секції, як і в цілому НТШ, характеризується певним спадом. Наук.-видавнича діяльність скорочується. Продовжували роботу археогр., стат. та ін. комісії. В 1920–30-х рр. робота секції поступово активізується, зростає кількість її членів. На кін. 1922 в ній налічувалося 29 дійсних чл., у 1937 –47 чл., також 2 іноземних. Останнім дир. секції був І.Крип'якевич. Проводилася робота з організації відділу істор.-військ. пам'яток, було відкрито музей цих пам'яток. У 1930-х рр. відбулася реорганізація НТШ, й осн. ланками, що займалися спец. дослідженнями, стали комісії. В різні роки дійсними чл. секції були також: Д.Багалій, М.Біляшівський, М.Василенко, Ф.Вовк, О.Грушевський, С.Дністрянський, В.Дорошенко, В. Ю. Охримович, О.Русов, Й.Сліпий, О. С. Терлецький, О. М. Терлецький, Д.Чижевський, Є.Чикаленко, В.Щербаківський, Д.Яворницький, А.Яковлів та ін. Чл. секції брали активну участь у міжнар. наук. з'їздах і конгресах.

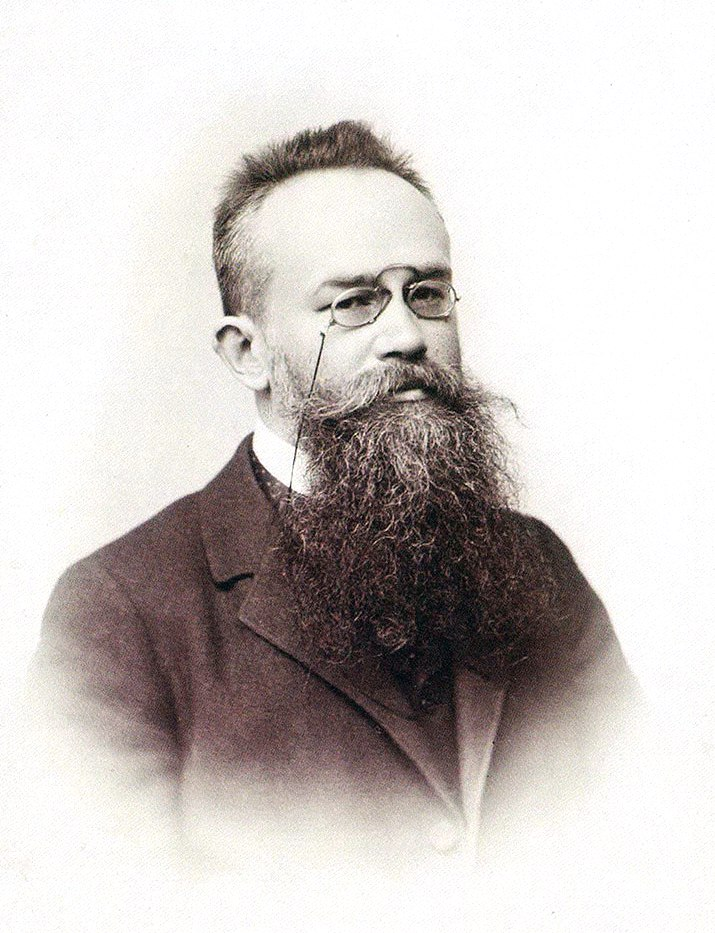
Михайло Грушевський
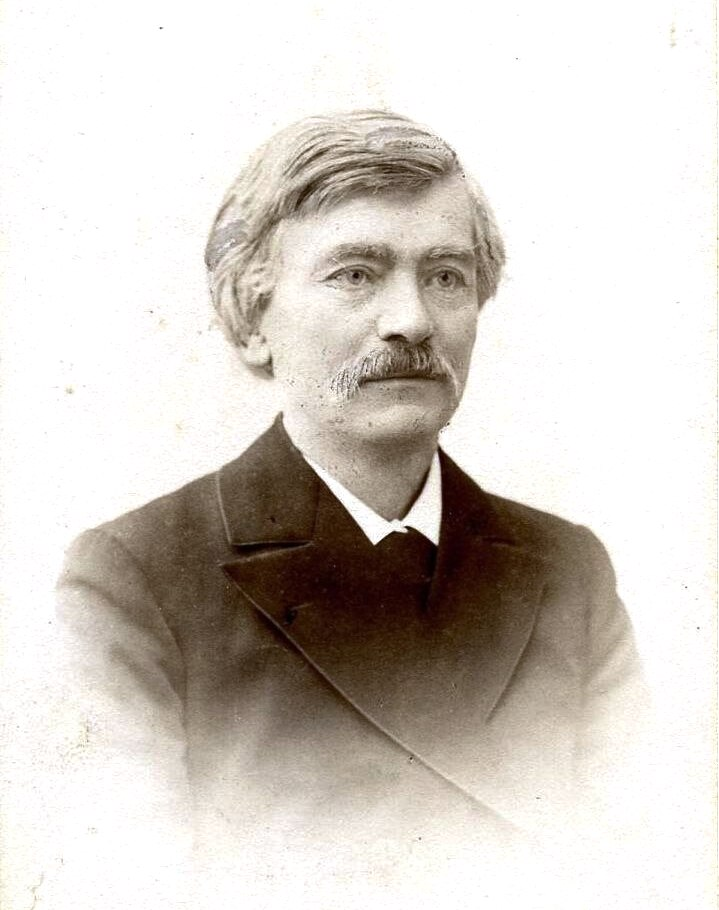
Володимир Антонович
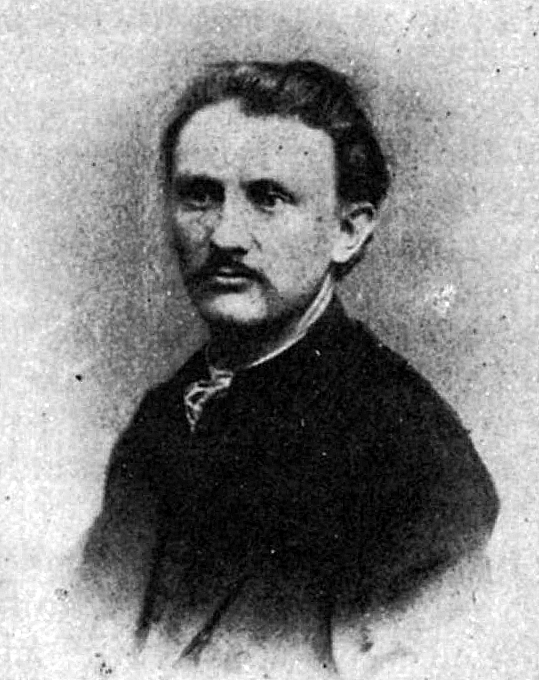
Анатоль Вахнянин
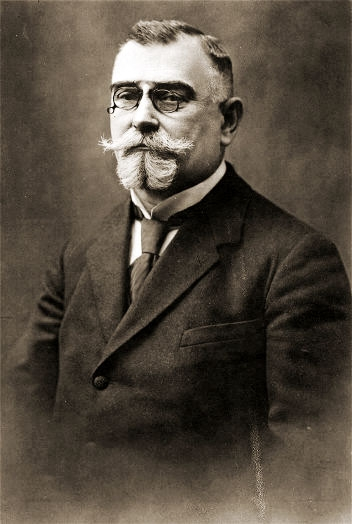
Кость Левицький
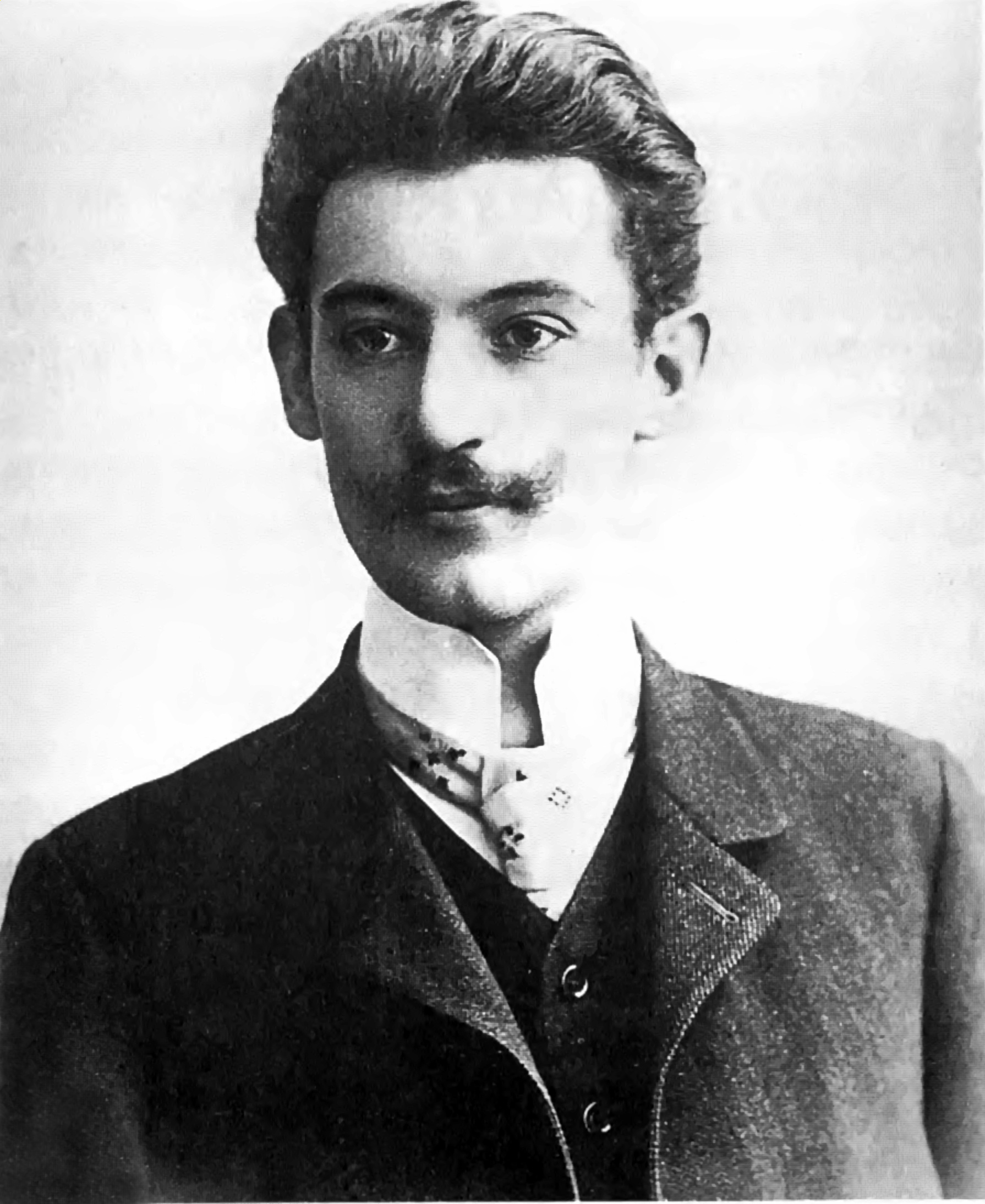
Володимир Старосольський
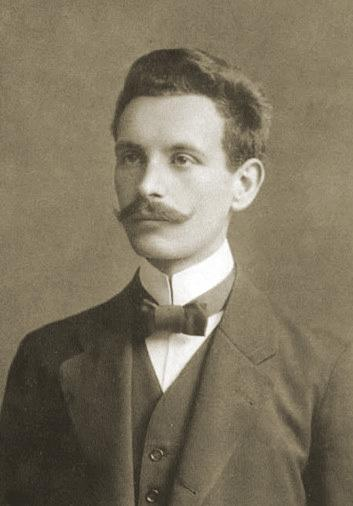
Іван Крип'якевич